# Unión Minera del Alto Katanga

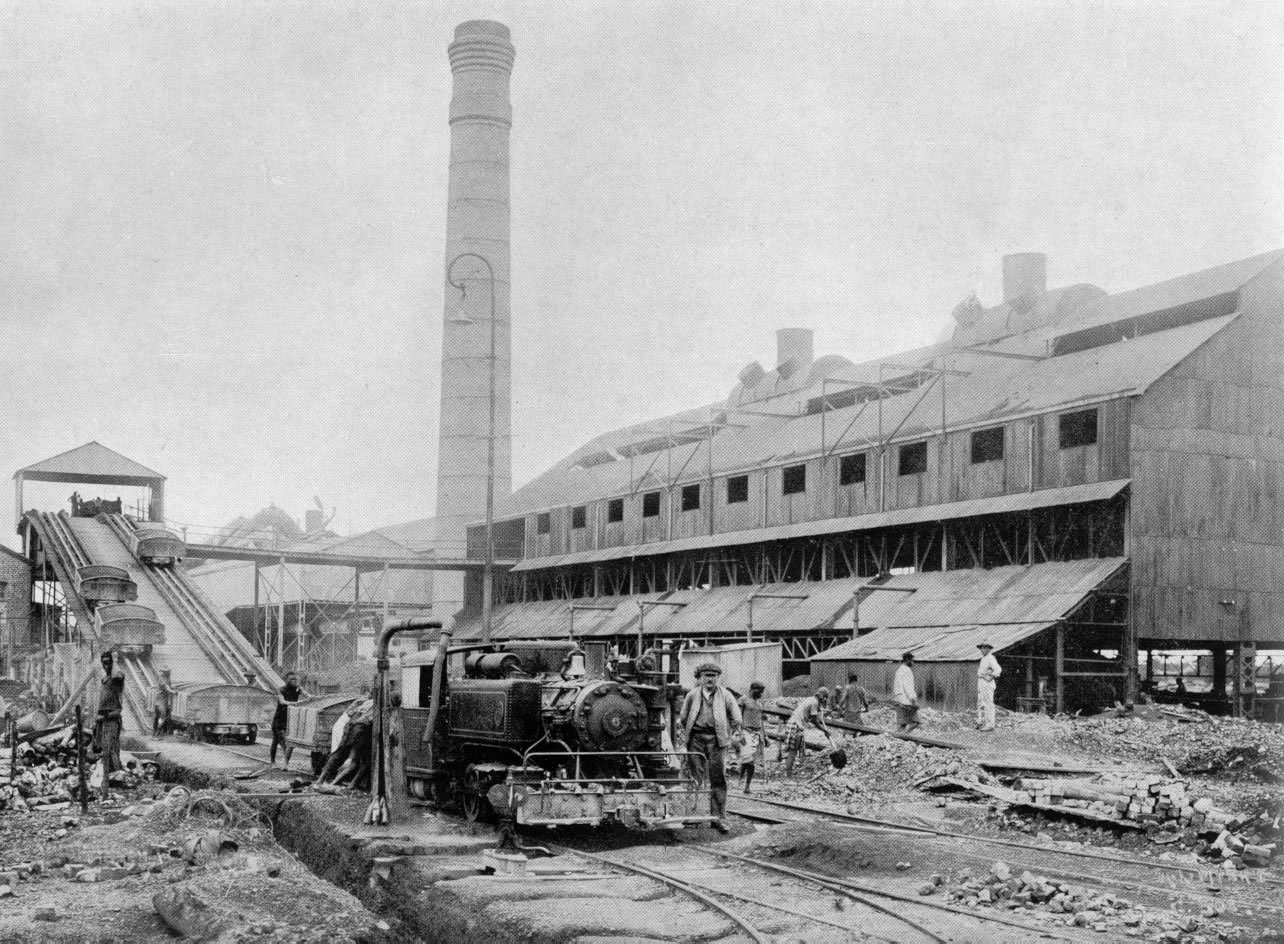
Procesado de mineral de UMHK en Élisabethville (en la actualidad Lubumbashi) en 1917.

La Unión Minera del Alto Katanga (en francés: Union Minière du Haut Katanga, UMHK) fue una empresa minera belga, en su momento operando en Katanga, en lo que ahora es la República Democrática del Congo (anteriormente, Estado Libre del Congo; desde 1908, Congo Belga; desde 1972, Zaire).
Se creó el 28 de octubre de 1906 como resultado de la fusión de una compañía creada por Leopoldo II y Tanganyika Concessions Ltd (una compañía británica creada por Robert Williams, que empezó la prospección de minerales en 1899, y que obtuvo concesiones mineras en 1900), con el propósito de explotar la riqueza mineral de Katanga. Era propiedad conjuntamente de Société Générale de Belgique, la mayor compañía holding de Bélgica (que controlaba el 70% de la economía congoleña) y Tanganyika Concessions Ltd. Algunos de los restos de la UMHK forman parte de la presente empresa Umicore.

## Historia de la compañía

### Trabajos del cobre
Durante sus años de operación, la UMHK contribuyó en gran medida a la riqueza de Bélgica, y en menor medida, a la de Katanga -que se desarrolló más que las regiones de su alrededor sin recursos minerales similares. La compañía podría ser considerada como duramente capitalista, pero su lema en su tiempo, que mejor expresa su opinión sobre el desarrollo era "buena salud, buen espíritu, y alta productividad". Posiblemente por causa de esta aproximación, y con el propósito de mantener y aplacar la fuerza laboral, la Unión Minera del Alto Katanga introdujo un esquema de compensación por accidente ya en 1928. La riqueza mineral de Katanga llevó a la construcción de ferrocarriles (incluyendo el ferrocarril de Benguela) para conectar la región con la costa angoleña que tuvo lugar en 1911; otras líneas de ferrocarril conectaban Katanga con Rodesia del Norte. A partir de entonces, la producción mineral, especialmente cobre, despegó. Por ejemplo, en 1911 la Mina Ruashi, propiedad de UMHK, empezó sus operación, proporcionando 994 toneladas de cobre en su primer año. Para 1919, la producción anual se había elevado a 22.000 toneladas, producida por siete hornos. En 1935, la Unión Minera del Alto Katanga fue parte en el Acuerdo Mundial del Cobre. En la década de 1950, el Congo era el cuarto mayor productor mundial de cobre.

### Uranio y política
Además del cobre por la que es conocida, Katanga también es rica en otros minerales. La compañía controlaba las exportaciones de cobalto (la UMHK era responsable del 75% de su producción durante la década de 1950), estaño, uranio y zinc en sus minar, entre las más ricas del mundo. Henri Buttgenbach, un famoso metalúrgico y administrados de UMHK desde 1911, describió la existencia de cornetita, fourmarierita, cuprosklodowskia y thoreaulita. El hallazgo de radio en Katanga en el mismo tiempo finalmente llevó a la construcción de una industria belga de la extracción del radio. Johannes Franciscus Vaes, quien ha estudiado minerales procedentes de UMHK, es responsable del descubrimiento de billietita, masuyita, renierita, richetita, schuilingita-(Nd), sengierita, tudtita y vandendriesscheita. Gaston Briart, de cuyo nombre procede la briartita, era un consultor de la UMHK.
En 1922, UMHK construyó su primera refinería para el mineral de uranio, y para 1926 tenía virtualmente un monopolio del mercado mundial de uranio (poseyendo la mayoría de los depósitos conocidos hasta ese tiempo), solo roto tras la invasión alemana de 1940. El uranio mayoritariamente era refinado en Olen, Bélgica. En 1939 , Frédéric Joliot-Curie, jefe del centro francés de nueva fundación Centre National de la Recherche Scientifique (CNRS), acordó con la UMHK proporcionar 5 toneladas de óxido de uranio a su organización, asistencia técnica con la construcción de un reactor y un millón de francos, a cambio de tener todos los descubrimientos realizados por el CNRS patentados por un sindicato, con beneficios compartidos entre el CNRS y la UMHK. El óxido de uranio fue transferido a Inglaterra antes de que las tropas alemanas entraran en París.

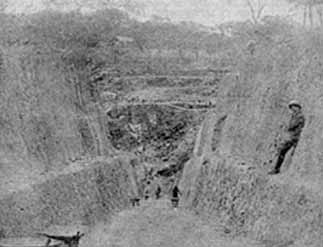
Mina de Shinkolobwe.

Los Estados Unidos obtuvieron uranio para la bomba atómica de la Unión Minière. En un encuentro el 13 de septiembre de 1942 entre Edgar Sengier, jefe de la UMHK, y el general estadounidense Kenneth Nichols del Proyecto Manhattan, Nichols compró 1500 toneladas de uranio (principalmente procedentes de la mina Shinkolobwe, cerca de la población de Likasi) que el proyecto requería. Esto era ya en los Estados Unidos, y mineral adicional fue embarcado desde el Congo. La mina tenía un "tremendamente rico filón de uranio pitchblende. Nada como esto nunca antes se había encontrado"; el mineral era 65% uranio e incluso las pilas de desecho lo eran en un 20%; "después de la guerra el MED y la AEC consideraron el mineral con tres décimas del 1 por cien como un buen descubrimiento". Algunas de las 1200 toneladas de uranio almacenadas en la refinería de Olen fueron capturadas por los alemanes en 1940, y solo recuperadas por las tropas estadounidenses al final de la guerra.
Durante su apogeo, UMHK operaba escuelas, dispensarios, hospitales y establecimientos deportivos, y disfrutaban virtualmente de fondos ilimitados con la Banque de la Société Générale de Belgique. En 1959, los beneficios belgas de la Unión Minera del Alto Katanga tenían un superávit de 3.500 millones de francos belgas, y los impuestos de exportación pagados al gobierno congoleño constituían el 50% de los ingresos del gobierno. En ocasiones los impuestos de la colonia belga sobre UMHK ascendían hasta el 66% de sus ingresos. Está registrado que en 1960, UMHK tenía ventas anuales de $USD 200 millones, había producido el 60% del uranio en Occidente, el 73% del cobalto, y el 10% del cobre, y tenía en el Congo 24 filiales incluyendo plantas hidroeléctricas, fábricas químicas y ferrocarriles.

## Lumumba y Mobutu
Esto finalmente llegó a su fin. Las turbulencias empezaron en 1960, con la declaración congoleña de independencia. En 1961, la UMHK apoyó la secesión de la provincia de Katanga del Congo y el asesinato de Patrice Lumumba, el primer primer ministro del Congo después de su independencia. En la secesión de la provincia, la Unión Minera del Alto Katanga transfirió 1250 millones de francos belgas ($USD 35 millones) en la cuenta bancaria de Moise Tshombe, un avance los impuestos de 1960 que en realidad debían haberse pagado al gobierno de Lumumba. El 31 de diciembre de 1966, el gobierno congoleño, bajo el presidente Mobutu Sese Seko, tomó el control sobre las posesiones y actividades de la UMHK, transformándola en la Gécamines (Société générale des Carrières et des Mines), una compañía minera de propiedad estatal. Una mala gestión y el fracaso en la adopción de los estándares modernos de la minería (en lugar del agotamiento de las minas), así como el saqueo por Mobuto, significaron que la producción minera se redujo ampliamente, con la producción hundiéndose hasta en un 70%. Los activos de UMHK no incautados por Mobuto fueron absovidos por la Société Générale de Belgique, después convirtiéndose en parte de Union Minière (ahora Umicore).
Göran Björkdahl (un voluntario sueco) escribió en 2011 que creía que la muerte en 1961 de Dag Hammarskjöld fue un asesinato cometido en parte para beneficiar a las compañías mineras como Unión Minera del Alto Katanga, después de que Hammarsköld hizo que la ONU interviniera en la crisis de Katanga. Björkdahl basó sus disertaciones en entrevistas de testigos del accidente de avión cerca de la frontera entre la RDC y Zambia, y en documentos de archivos.